# Meindert DeJong
Meindert DeJong, född 4 mars 1906 i Wierum i Friesland i Nederländerna, död 16 juli 1991 i Michigan, var en amerikansk barnboksförfattare.  
DeJong emigrerade från Nederländerna till USA tillsammans med sin familj 1914. Han genomgick studier vid Calvin College i Grand Rapids, Michigan och påbörjade senare studier vid University of Chicago, som han dock inte fullföljde.
Hans första bok The Big Goose and the Little White Duck gavs ut 1938.
Han hann skriva fler böcker innan han tog värvning inom det amerikanska flygvapnet under andra världskriget. Efter kriget flyttade han till Mexiko där han fortsatte sitt skrivande. Under sina sista år levde han i Michigan.
Illustratören Maurice Sendak illustrerade sex av DeJongs böcker.